# Gnaviyani-atol
Het Gnaviyani-atol (Fuvammulah) is een bestuurlijke eenheid van de Maldiven.
De hoofdstad van het Gnaviyani-atol is Fuvammulah.

## Geografische indeling

### Atollen
Het volgende atol maakt deel uit van het Gnaviyani-atol:
1. Fuvammulah (eiland)

Haa Alif-atol · Haa Dhaalu-atol · Shaviyani-atol · Noonu-atol · Raa-atol · Baa-atol · Lhaviyani-atol · Kaafu-atol · Alif Alif-atol · Alif Dhaal-atol · Vaavu-atol · Meemu-atol · Faafu-atol · Dhaalu-atol · Thaa-atol · Laamu-atol · Gaafu Alif-atol · Gaafu Dhaalu-atol · Gnaviyani-atol · Seenu-atol · Malé